# Zentrygon albifacies
Zentrygon albifacies (лат.) — вид птиц из семейства голубиных. Иногда его считали конспецифичным с Zentrygon linearis и Zentrygon chiriquensis.

## Распространение
Обитают на территории Мексики, Гватемалы, Гондураса, Сальвадора, а также Никарагуа.

## Описание
Длина тела самца 28—36 см, самки — 28—31 см. Масса 294—339 г. Внешний вид в целом повторяет облик Zentrygon chiriquensis, при этом между ними есть  некоторые отличия. Например, грудка Zentrygon albifacies светлее и более серая.

## Биология
Рацион этих птиц неизвестен. В Сальвадоре представители вида, возможно, гнездятся круглый год.
МСОП присвоил виду охранный статус LC.